# Coenocorypha neocaledonica
Coenocorypha neocaledonica — вимерлий вид сивкоподібних птахів родини баранцевих (Scolopacidae). Був ендеміком Нової Каледонії. Описаний у печерних відкладеннях пізнього голоцену. Вид вимер впродовж приблизно 1000 років після заселення острова людиною, ймовірно, в результаті хижацтва завезених людиною щурів.